# Allendale (Michigan)
Allendale é uma Região censo-designada localizada no estado americano de Michigan, no Condado de Ottawa.

## Demografia
Segundo o censo americano de 2000, a sua população era de 11.555 habitantes.

## Geografia
De acordo com o United States Census Bureau tem uma área de 
61,4 km², dos quais 59,1 km² cobertos por terra e 2,3 km² cobertos por água. Allendale localiza-se a aproximadamente 199 m acima do nível do mar.

## Localidades na vizinhança
O diagrama seguinte representa as localidades num raio de 20 km ao redor de Allendale. 